# Trg
Trg ist ein mittelalterliches Dorf bei Ozalj am Fluss Kupa in Kroatien.
Die gotische Allerheiligenkapelle (Trg) ist urkundlich belegt seit 1334. Sie wurde gegen Ende des 18. Jahrhunderts barockisiert. Sie enthält wertvolle Barockaltäre. Um die Kapelle gruppieren sich sehenswerte alte hölzerne Bauernhäuser.
Koordinaten: 45° 37′ N, 15° 30′ O